# Olibrus norvegicus
Olibrus norvegicus är en skalbaggsart som beskrevs av Munster 1901. Olibrus norvegicus ingår i släktet Olibrus, och familjen sotsvampbaggar. Arten är reproducerande i Sverige.